# Danza luro

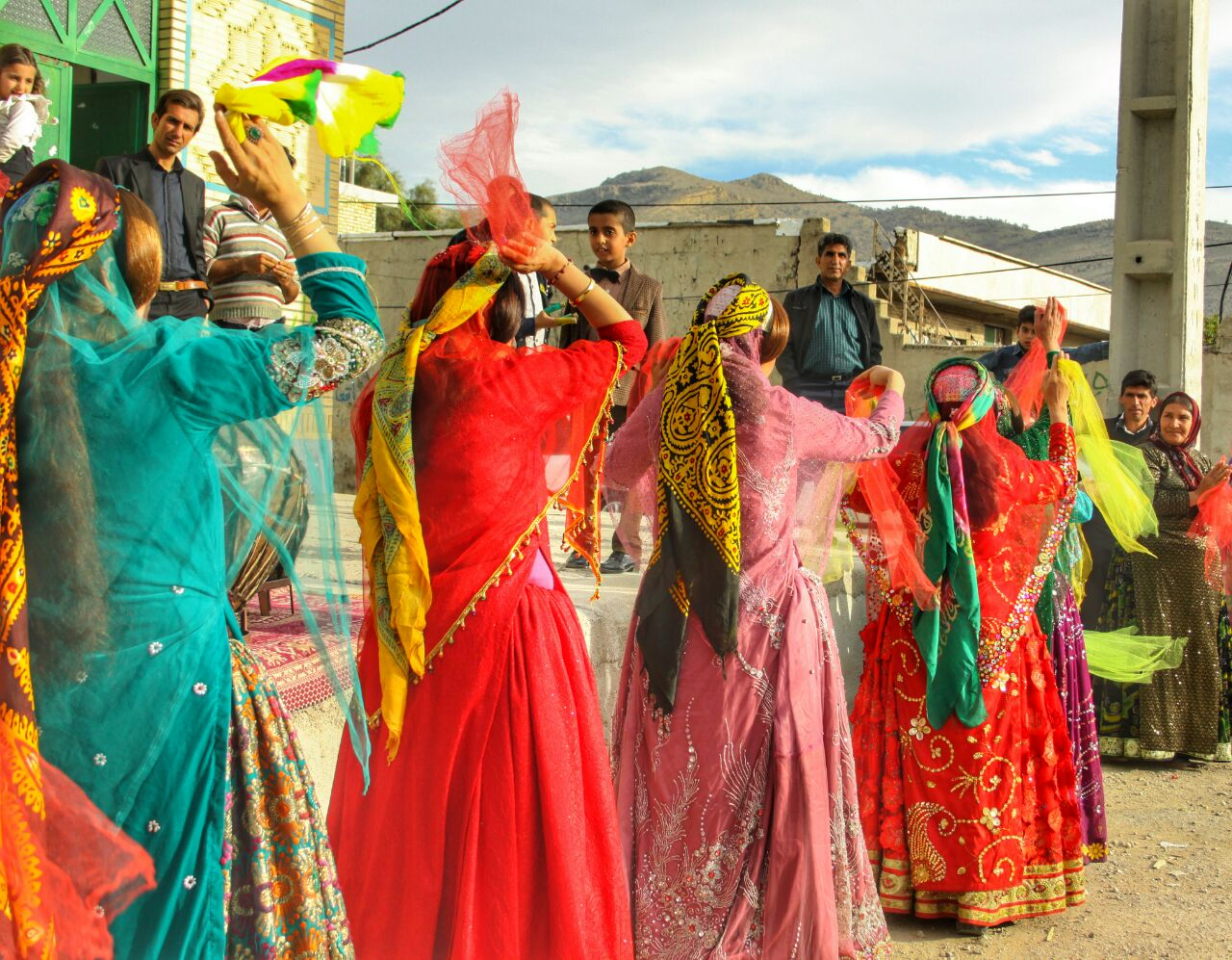
Ballerini con fazzoletto durante una cerimonia di nozze, Mamasanī, l'Iran.

La danza lure include una serie di danze folkloristiche popolari tra i diversi gruppi di popoli Lur che si sono formati, sviluppati e trasferiti durante le generazioni successive. A causa di oggetti scoperti e di scavi archeologici provenienti da aree lure, è evidente che la storia della danza precede le migrazioni ariane all'interno dell'altopiano iraniano.

## Stili di ballo

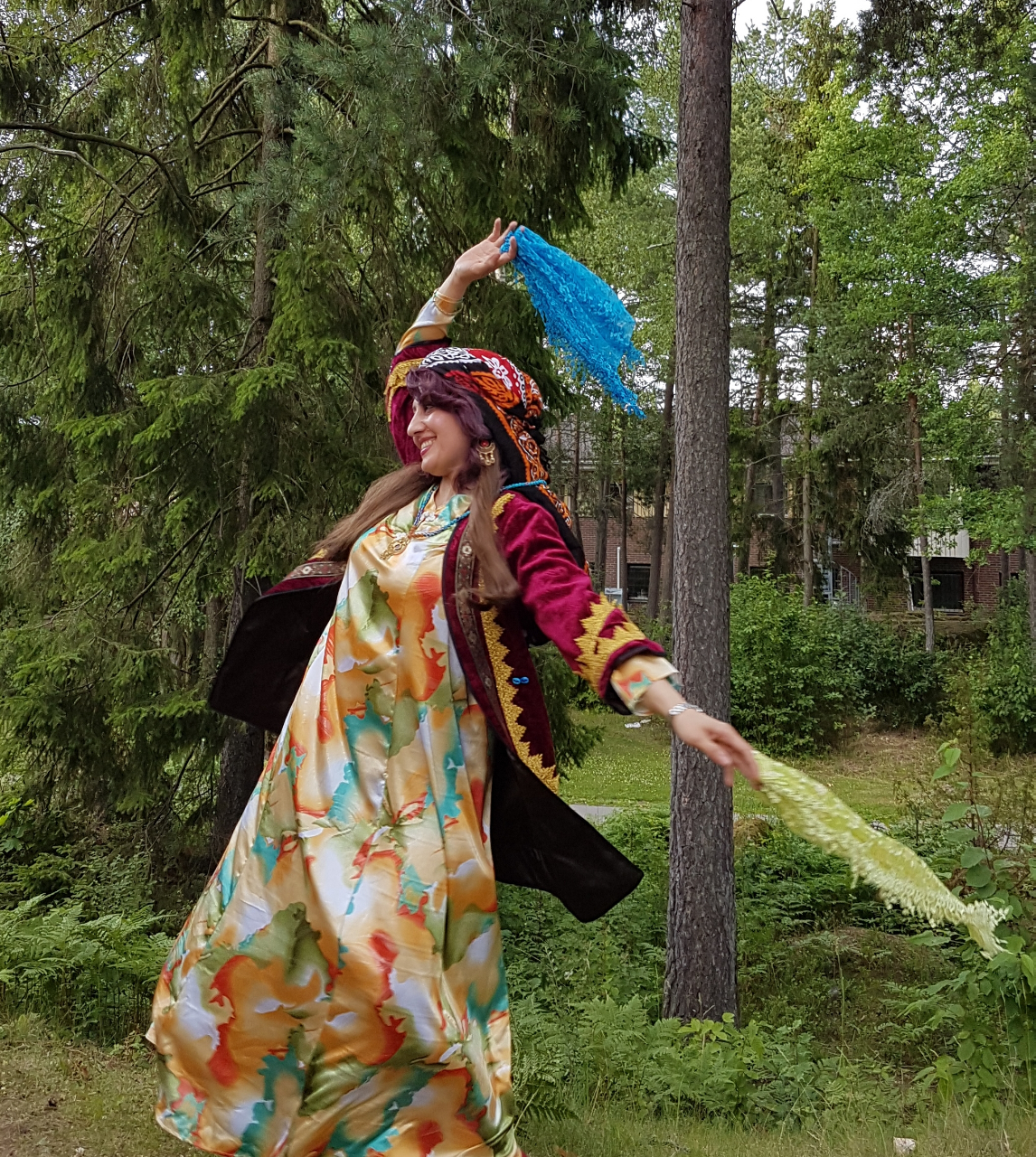
Donne lure eseguono danze Čupi.

Ci sono molti stili di danza comuni nelle aree abitative lure. Gli stili di ballo più diffusi sono la danza della sciarpa, le danze di Čupi (SanginSama, Se-Pâ (tre gradini), Du-Pâ (Due gradini) e la danza del bastone (Čubâzi o Tarka-bâzi) che è uno spettacolo di arti marziali.